# La Alberca de Záncara
La Alberca de Záncara település Spanyolországban, Cuenca tartományban. La Alberca de Záncara Las Pedroñeras községgel határos. Lakosainak száma 1531 fő (2024).

## Népesség
A település népessége az utóbbi években az alábbiak szerint változott:
| Lakosok száma | 1756 | 1829 | 2010 | 1948 | 1963 | 1769 | 1651 | 1590 | 1581 | 1531 |
|               | 2001 | 2004 | 2006 | 2009 | 2011 | 2014 | 2016 | 2019 | 2021 | 2024 |